# Kopulationsafgift
Kopulationsafgift var en afgift på vielser der blev indført i Danmark i 1661. Afgiften skulle betales af brudgommen. I København blev bryllupsafgiften ophævet i 1868, mens det for det øvrige land allerede skete i 1792.
Kopulation betød dengang vielse men i dag bruges ordet kopulation om samleje.